# 赤木由布子
赤木 由布子（あかぎ ゆうこ、1997年1月6日 -）は、中京テレビ放送（CTV）のアナウンサー。元瀬戸内海放送アナウンサー。

## 来歴・人物
大阪府生まれ、神奈川県横浜市出身。神奈川県立横浜翠嵐高等学校、横浜国立大学教育学部を卒業 後、2019年4月に瀬戸内海放送に入社。その後、2023年4月に中京テレビへと移籍。

## 担当番組
- あさドレ♪（2024年10月2日 - ）- 水曜 - 金曜ショウビズ・トレンド情報キャスター
- NNNストレイトニュース (中京テレビ)（2023年4月17日 - ）- 木曜キャスター
- カミング（2024年10月4日 - ）- ナレーション
- ぐ〜たくさん（2024年10月20日 - ） - お天気キャスター

### 過去
- ぐっと
  - ナレーション（2023年4月7日 - 2024年9月27日）
- ZIP！CHUKYO
  - 木曜MC（2023年4月20日 - 2024年3月28日）
  - 木・金曜中継リポーター（2024年4月4日 - 同年9月27日）
- 前略、大とくさん
  - 隔週お天気キャスター（2023年5月14日 - 2024年9月22日）
  - アシスタント（2024年2月4日・3月10日）